# Forêt nationale du Iquiri
La forêt nationale du Iquiri (portugais : Floresta Nacional do Iquiri) est une forêt nationale brésilienne. Elle se situe dans la région Nord, dans l'État de l'Amazonas.
Le parc fut créé en 2008 et couvre une superficie de 1 472 598,67 hectares.
Il s'étend sur le territoire de la municipalité de Lábrea.